# صمت السنين (مسلسل)
صمت السنين، مسلسل كويتي إنتاج 2003.

## ملخص القصة
تدور الأحداث حول شاب صغير قام والده بطرده من المنزل، وبعد 20 عامًا عاد الابن فنسى الأب والأم ما فعله بهم وسامحوه، لكن الولد لم ينسى، سدد ديون والده وجعله يكتب شيك له ثم قدمه للبنك، الذي رفع قضية، تسببت في وفاة الأب، ليجد الندم طريقه إلى الابن لكن الوقت كان قد فات.

## بطولة
أحمد الصالح
```
(جاسم أبو عبد الله)
```

هدى حسين
```
(بدور)
```

حسين المنصور
```
(عبد الله)
```

لطيفة المجرن
```
(أم عبد الله)
```

خالد أمين
```
(أسامة)
```

باسم عبد الأمير
```
(صلاح)
```

زهرة عرفات
```
(سحر)
```

أميرة محمد
```
(بشاير)
```

ليلى السلمان

فيصل الرشيد
```
(حمد)
```

هدى إبراهيم

مريم
```
(وله)
```

سعد كنعان
طاهر النجادة                        